# Kafr Bir'im

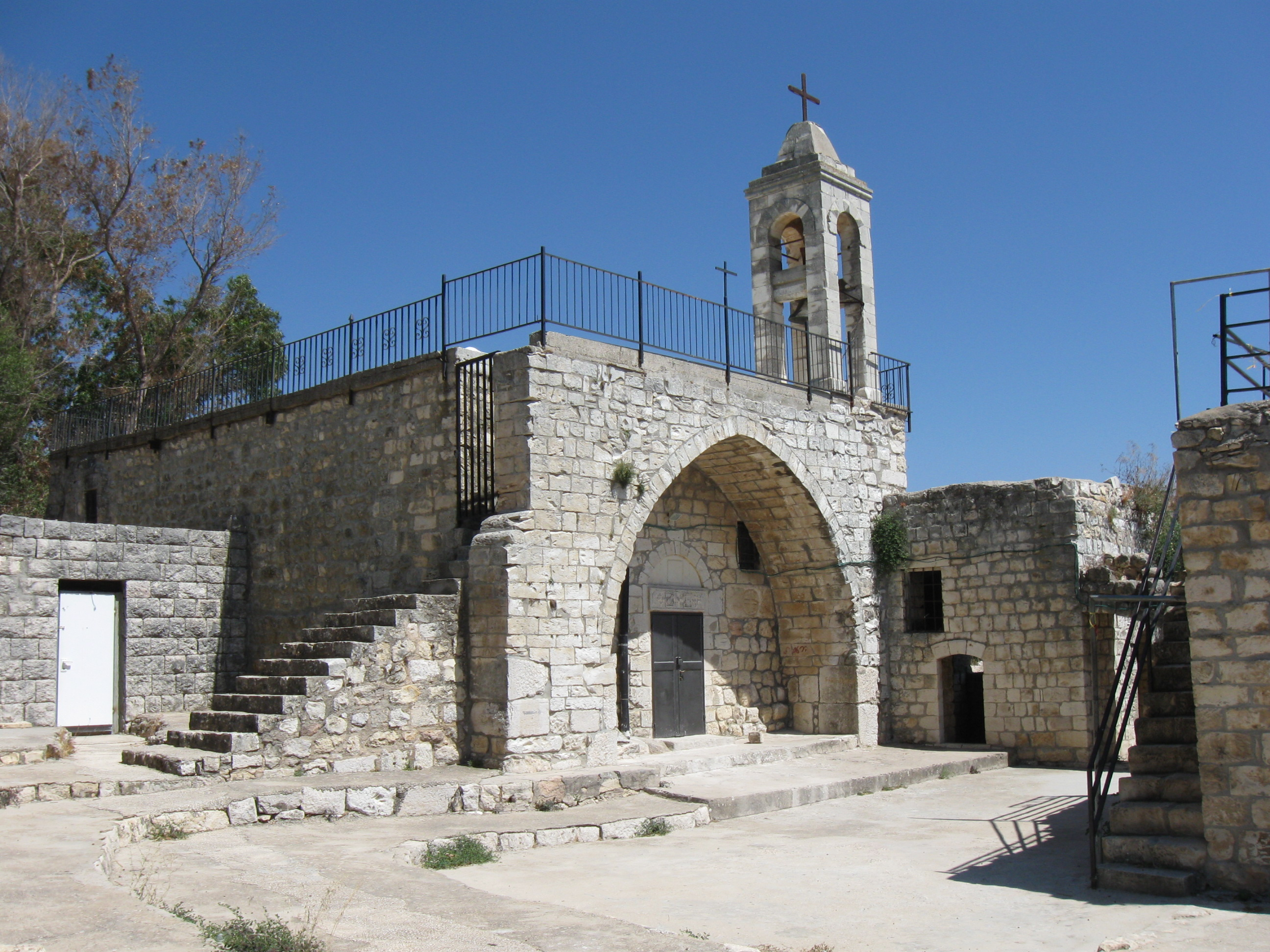
Kyrkan i Kafr Bir'im

Kafr Bir'im (Ar: كفر برعم) är en avfolkad palestinsk by 4 kilometer söder om libanesiska gränsen och 11,5 kilometer nordväst om Safed, Israel. Byn låg 750 meter över havet och bilden av den domineras av en kyrka med ett kyrktorn som ser ut över omgivningen. Kyrkan byggdes 1837 på ruinerna av en äldre kyrka. Byn hade en i huvudsak kristen palestinsk befolkning när invånarna fördrevs av israelisk militär under 1948 års Israel-arabiska krig. 
Den palestinske ärkebiskopen och författaren Elias Chacour var med när byns invånare förvisades, de fördes med lastbilar till jordanska gränsen, där de uppmanades gå över gränsen till fots och inte komma tillbaka. Invånarna är i de fall de inte flytt till Libanon internflyktingar i Israel. Vatikanstaten har fört upp frågan om flyktingarnas rätt att återvända till sin by på den internationella dagordningen. 